# Renate Puvogel
Renate Puvogel (* 1935 in Bremen) ist eine deutsche Kunstkritikerin und Autorin.

## Leben und Arbeit
Renate Puvogel wurde 1935 als Renate Schilling geboren. Sie studierte Kunstgeschichte, Germanistik, Philosophie und Geografie in Freiburg, Hamburg, Rom und Kiel. 1984 graduierte sie zur Magistra artium in Aachen. Von 1973 bis 1996 war sie wissenschaftliche Mitarbeiterin am Suermondt-Ludwig-Museum in Aachen. Seit 1973 ist Puvogel freie Journalistin und Autorin für zeitgenössische Kunst, vornehmlich Konzeptkunst, Skulptur und interdisziplinäre Bereiche. Sie schreibt für verschiedene Kunstzeitschriften, Zeitungen und Blogs.  Neben Beiträgen in "das kunstwerk", ARTIS, Parkett, NOEMA, ARTIST, TAZ, Kritisches Lexikon der Gegenwart und Goethe-Online erscheinen seit den 80er Jahren regelmäßig Artikel von ihr in dem Magazin Kunstforum International.
Ein Schwerpunkt von Renate Puvogels Tätigkeit sind monographische Texte über zeitgenössische Künstlerinnen und Künstler. 1995 veröffentlichte sie unter dem Titel Lehrgeld einen Band mit 20 Künstlerporträts. Darin finden sich u. a. Texte über Dan Graham, Thomas Schütte und Leni Hoffmann. 2002 folgten 20 weitere Künstlerportraits im Band Über Künstler unserer Zeit. Sie schrieb unzählige, in verschiedensten Kontexten publizierte Texte über zeitgenössische Künstler wie beispielsweise Pauline M’Barek, Martin Kippenberger, Keith Sonnier, Tony Cragg, Jan Fabre, Kris Martin, Cony Theis, Peter Piller, Ruud Kuijer, Hans-Peter Porzner, Eva & Adele, Ute Langanky und Cornelius Völker.
Puvogel ist seit 1986 Mitglied der deutschen Sektion des Internationalen Kunstkritikerverbandes. Sie ist regelmäßig in Jurys tätig, so von 2003 bis 2007 für den Kunstpreis der Böttcherstraße in Bremen.
Puvogel lebt heute in Aachen. Sie ist verheiratet und Mutter zweier Kinder.

## Auszeichnungen
Im Jahr 2002 erhielt Puvogel im Rahmen der Art Cologne den Preis für Kunstkritik, den die Arbeitsgemeinschaft deutscher Kunstvereine an Kunstjournalisten vergibt. Als Grund wurde ihre Offenheit für junge künstlerische Positionen genannt, gelobt wurde die „unbedingte Neugier“ sowie ihre „Unvoreingenommenheit und engagierte Teilnahme“.
Zusammen mit ihrer Kollegin Annelie Pohlen erhielt Puvogel am 10. Juli 2018 im Museum Abteiberg in Mönchengladbach den traditionsreichen Rheinlandtaler, wodurch ihr langjähriges Wirken für die Gegenwartskunst im Rheinland gewürdigt wurde. Hervorgehoben wurde, dass diese Arbeit sowohl regionale wie internationale Bedeutung habe.

## Veröffentlichungen (Auswahl)
- Nicola Schudy – on the spot,  zusammen mit Nicola Schudy, Gesellschaft für Kunst und Gestaltung (Hrsg.), Bonn, 2015 ISBN 3-86206-485-9
- Übergänge, Bea Otto, out there, Verlag Kettler, Bönen/Westfalen, 2014, ISBN 978-3-86206-380-2
- Cony Theis, Interaktive Porträts, mit Illustrationen von Cony Theis, DA Kunsthaus Kloster Gravenhorst, 2011, ISBN 3-926619-87-2
- Ulrich Strothjohann – Same, Same, But Different, mit Gregor Jansen und Babette Richter, Verlag der Buchhandlung Walther König, Köln, 2005, ISBN 3-929261-32-4
- Über Künstler unserer Zeit, Chorus Verlag, München, 2002, ISBN 3-931876-47-0
- Lehrgeld. Zwanzig Künstlerportraits, Oktogon, Kassel, 1995, ISBN 978-3-89611-006-0
- Carl Larsson – Aquarelle und Zeichnungen, Taschen Verlag, Köln, 1993, ISBN 3-8228-8420-0
- Europäische Bildwerke vom Mittelalter zum Barock. Königliche Bildwerke im Krönungssaal des Aachener Rathauses, zusammen mit Ernst Günther Grimme, Aachener Kunstblätter des Museumsvereins, Band 47, Du Mont, Köln, 1977